# Gyergyói HK
Der Gyergyói Hoki Klub (rumänisch ACSH Gheorgheni; bis 2018 Club Sportiv Progym Gheorgheni; ungarisch: Progym Hargita Gyöngye) ist ein rumänischer Eishockeyverein aus Gheorgheni, der 1949 gegründet wurde und in der Rumänischen Eishockeyliga spielt. Zudem nahm der Verein in der Saison 2008/09 an der damaligen ungarisch-rumänischen MOL Liga respektive nimmt seit 2018 wieder an der heutigen Erste Liga teil.

## Geschichte
Die Eishockeyabteilung des Gyergyószentmiklósi Korcsolya Egylet (Eislaufverein Gheorgheni) wurde 1949 gegründet und spielte in der Saison 1956/57 das erste Mal in der Rumänischen Eishockeyliga, der höchsten Spielklasse des Landes. Aufgrund des Wechsels des Patronatsbetriebes wechselte der Name des Vereins recht häufig. In den 1960er Jahren nahm die Mannschaft meist am Spielbetrieb der zweiten Spielklasse, der Division II, teil. 1980 erreichte der Verein unter dem Namen Avântul Gheorgheni den Aufstieg in die erste Spielklasse, aus der sie 1982 wieder abstieg. Zwei Jahre später gelang der Wiederaufstieg.
1991 zog sich der Verein neben drei anderen Mannschaften aus dem Spielbetrieb zurück. 1994 wurde der CS Progym Gheorgheni in seiner heutigen Form mit drei Sektionen gegründet. Die Eishockeyabteilung erreichte nach Wiederaufnahme des Spielbetriebs 1995 wieder die höchste Spielklasse.
2008 wurde der Verein zusammen mit Steaua Bukarest, einem weiteren rumänischem Team, in die neue MOL Liga aufgenommen, an der man allerdings nur eine Saison lang neben dem Spielbetrieb der Rumänischen Eishockeyliga teilnahm.
2018 ging die Betreibergesellschaft des CS Progym Gheorgheni in die Insolvenz und der Klub wurde in Gyergyói Hoki Klub umbenannt, um die ungarischsprachige Herkunft (Szekler) seiner Mitglieder zu betonen und die gesamte Region einzuschließen. Anschließend wurde der Klub in die Erste Liga aufgenommen. 2023 gewann der Klub die Erste Liga zum ersten Mal in der Vereinsgeschichte.

## Stadion
Die Heimspiele des Gyergyói Hoki Klub werden in der Gyergyószentmiklósi Műjégpálya in Gheorgheni ausgetragen.